# 柊ゆうき
柊 ゆうき（ひいらぎ ゆうき、1997年5月21日 - ）は、日本の元AV女優。エスフラートに所属していた。

## 経歴
2022年8月2日、バビロンから発売された『ギャップの女神 柊ゆうき AVdebut』でデビュー。デビュー作の売り上げは当初芳しくなかったが、約半年後の12月30日になって動画配信サイト「FANZA」でデイリーランキング1位を獲得した。柊はこの現象について、「自分に何が起きているのか、わかっていなかったですね。5カ月も前に発売された自分の作品が、2022年の年末にランキング1位になったということも、Twitterで知ったんです」と光文社『FLASH』のインタビューで答えている。この背景には、ロックバンド「King Gnu」のボーカル・井口理が、「ご報告」と題した動画をTwitterに投稿していたことが原因とみられており、井口は女優名の明言を避けたが、SNSユーザーによる特定作業が進み、「ご報告。」「井口さん」が12月30日のトレンドワードとして上昇した。柊のTwitterフォロワー数も8200人から2万2000人にまで増えた。
2023年12月26日週FANZA動画フロアランキングでは同作が9位にランクインした。
モデルとしても2024年11月『カメラマン リターンズ#12』（モーターマガジン社）にて酒井よし彦撮影「さくらん」のモデルを務めた。
2025年1月、台湾・EBC東森新聞にて、撮影会での出来事をきっかけに引退を決意したことが報道された。同年6月6日にAV引退を宣言。事務所を退所し、AV以外の活動はフリーランスで継続する。

## 人物
兄の影響で騒動前よりKing Gnuファン。好きな楽曲は『Prayer X』。コロナ禍とAV新法の影響もあり、デビュー作撮影以降、撮影間隔があき、そんな中のレビューコメントに柊は「本当に励まされました」と述べている。「ただ、あえて特定せずに、このままでいようと思っています」とのこと。井口らしき書き込みと同じく「清楚な顔と派手なタトゥーのギャップがいい」という評価が多い。

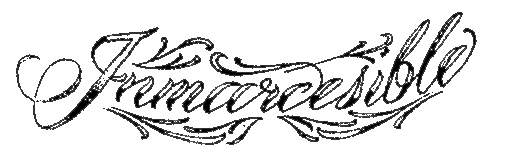
タトゥーデザイン（一部）

タトゥーに関してはアパレル販売業時代に約1年かけて入れており、元セクシー女優の泉麻那に憧れて、21歳のころから増やし始めた。後述のように、清純系の役柄も多いことから増やすのは止められているものの、2023年のインタビューでは「事務所の方が許してくれるなら増やしていきたいです」と述べている。しかし後述の役柄に制限が出ることもあり、引退宣言までに増やしたものは左耳後ろのタトゥーのみとなった。
タトゥー女優はビッチギャル、逃走犯など、役柄が限られることが多いものの、柊の場合、童顔なこともあり、タトゥーをファンデーションで消す、上半身は着衣のままセックスするなどの演出で、学生から人妻まで広く演じる。印象的な胸に入れている「Inmarcesible」はスペイン語で「色褪せない」「不朽の～」という意味。前述のブレイク以降はタトゥーを生かした役回り、もしくはプレイものの作品が主となった。
前職はアパレル販売業正社員。25歳の時に「プラプラ遊んでるのは良くないな、何できるだろう」と考えた時に、エロいね、上手だねと言われることも多く、AV女優になろうと思った。タトゥーがあることでオラオラ系の役柄が多いが、荒い口調の演技は苦手と回答している。

## 作品

### アダルトビデオ
- ギャップの女神 柊ゆうき AVdebut（8年2日、バビロン/妄想族）
- 初撮り TATTOO美少女の今彼はあの有名総合格闘家 YOU（11月1日、MERCURY）※デビュー作再編集版

- J○お散歩6「おじさん、私に本当のエッチを教えてください」～この子はいい子だ！しかもスケベだ！純粋にエッチが気持ちいいんだろう。イクと足が痙攣しちゃうショートカット部活女子校生。～ 柊ゆうき（2月9日、ひよこ）
- 嬉し恥かし絶頂AV処女（2月12日、MERCURY）
- 素人ナンパGET！！No.234 超ビキニ ワイルドオーシャン サマースラムMAX編（4月4日、桃太郎映像出版）
- 訳アリの家出タトゥー娘さん、ツンなくせにベッドではプルプル震えるくらいのクソカワうぶっ子で草生える 柊ゆうき（4月6日、電脳ラスプーチン）
- 淫乱ドM系女子事務員ゆうきさん【働く女と過激性交】ギャップ萌え！地味メガネOLさんの熱烈交尾！ ＃オフパコ女子とホテルお籠もり淫乱絶頂SEX 柊ゆうき（4月11日、オーロラプロジェクト・アネックス）
- 【VR】「座ったままでいいですよ」うぶな顔して生オプ対応！指名No.1オナクラJ○の秘密 柊ゆうき（4月21日、ナチュラルハイ）
- 完ナマSTYLE@ゆうき 彼氏公認NTR中出し可能な25歳 タトゥー中出しOKドMキャバ嬢 柊ゆうき（4月27日、First Star）
- 【VR】地元の後輩はセックスになるとかわいさが増す女だった 挿入感がすごい！スレンダーパイパンボディのヤリモクビッチと潮吹き中出し性交 柊ゆうき（4月29日、CRYSTAL VR）
- 覚醒 激イキ！激潮！！激FUCK！！！ ANOTHER FLY Inmarcesible 柊ゆうき（5月2日、桃太郎映像出版）
- 月に一度の危険日に生でセックスしまくる 003 ゆうき 柊ゆうき（5月2日、deep/妄想族）
- グルメ怪盗-サキュバス-ゆうき～エロパンキッシュな淫魔様は究極ザーメン収集家～世を忍ぶ白衣の天使編 柊ゆうき（5月5日、BOTAN）
- 体の相性が最高すぎる夫の連れ子と都合の良い女の三日三晩あやまちセックス 柊ゆうき（5月9日、VENUS）
- TOKYO2AM 01.ゆうき 柊ゆうき（5月9日、バビロン/妄想族）
- 【4K】新しくできた彼女と初めてエッチするためラブホに来たら…想像以上のエロビッチでケモノの如くヤリまくりました 柊ゆうき（5月23日、クリスタル映像）
- 【VR】かわいい顔してエグいタトゥー！（でもどこか守ってあげたくなる）隠れウブっ子な家出娘がニコニコ笑顔のゆる痴女責めで搾り取ってくる同居生活 柊ゆうき（5月26日、ナチュラルハイ）
- 【VR】マッチングアプリで知り合った清楚スレンダーの「タトゥー」M女 柊ゆうき（6月2日、unfinished）
- SNSで話題のタトゥー美少女が会ったその日に初めての生ハメ 大量潮吹き＆中出しオフパコ 柊ゆうき@ノースキンズ！【中出しドキュメント】（6月2日、ノースキンズ）
- 結婚式前夜NTR 大嫌いな元カレに脅されて… 花婿を裏切り相性最高のチ●ポと快楽中出しに溺れた花嫁 柊ゆうき（6月6日、ABC/妄想族）
- オレを見下した美少女J系を汚部屋に拉致監禁して 報復レ×プ 気が狂うまで媚薬漬けにしてキメセク孕ませ種付け 柊ゆうき（6月6日、FunCity/妄想族）
- エッチが気持ちいいと上からも下からも自ら腰をくねらせちゃう…！？足痙攣早漏イクイク女子校生と性感開発デート。生まれて初めての中出し体験。 柊ゆうき（6月8日、ひよこ）
- ギャップに釘付け究極TATTOOエロ美体！歩きスマホを狙う当たり屋女に舌技ベロ責め粛清！トロットロになるまでお口とマ●コを舐め尽くす！変態行為に興奮＆没頭アナル舐め* 手コキ！くびれBODYがクネクネうねるッグラインド騎乗位！！！【GALハメリベンジャーズ】（6月9日、素人CLOVER）
- ベロベロになって真正ドMになった柊ゆうきをひたすら麻痺イカセ…（6月12日、MERCURY）
- 拘束スローピストン騎乗位レ●プ ～大好きな義父の自由を奪い無理やり中出しさせてNTR欲を満たす小悪魔J○～（6月22日、ナチュラルハイ）
- 涙のノンストップ激イカせSEX30 柊ゆうき（6月27日、セレブの友）
- 欲のままにわがままに僕は君だけでヌキまくる ゆうきちゃん（6月27日、MERCURY）
- 栗の華の匂いと愛液に塗れた、御籠りセックス。 柊ゆうき（6月27日、オーロラプロジェクト・アネックス）
- 俺の可愛いセフレが露出癖と3Pに目覚めた。柊ゆうき（7月4日、山と空/妄想族）
- 街で見かけるあの子にこっそり精子飲ませたかったんだ…（7月6日、ひよこ）
- 激録 美少女密着24時間！！～ストーキング「タトゥーを隠したドMライダース女子の惨劇」～ 柊ゆうき（7月12日、MERCURY）
- 【挿入絶対NG黒髪ショートPJ】ガルバ時代に関係を持っていたお客とパパ活交際でやりくりするPJに迫る！パパ達には絶対手や口だけで終わらすけど...ADの大きすぎるチ●ポについつい欲情///ゴム無し受け入れSEX解禁！…（7月14日、素人CLOVER）
- 個人撮影 ゆうちゃん（25）SNSでバズったラブラブカップル 黒髪ショートのツンデレ彼女との痙攣鬼イキ生中出しハメ撮り動画 流出（7月19日、HMN WORKS）
- 連日絶頂痴● ～お嬢様学校に通う清楚顔のスレンダーJ○を5日連続のつきまとい痴●で大量顔射を受け入れるほどMにイキ堕とせ～（7月20日、ナチュラルハイ）
- 【調教HowTo極道娘】SNSで知り合った清楚ちゃん（極道の娘）の趣味がSMと知り緊縛SMごっこしてたら発情しちゃって従順マゾペットになるまで滅茶苦茶SEX調教した ＃柊ゆうき＃清楚な極道娘＃POV特化＃赤縄＃ゴーグルなしでもVR気分【POV】（7月21日、BOTAN）
- 【VR】絡みつく名器、止まらない彼女の下半身、もう嫁なんて…どうでもイイ。10年来のセフレと最後の旅行、終始僕を離さない濃厚で能動的な1泊2日（7月23日、KMPVR-彩-）
- 淫乱の刻印 絶望実況 柊ゆうき（7月25日、オーロラプロジェクト・アネックス）
- キメセク中毒オイルマッサージでブッ飛ぶ脳バグ女！止まらない膣イキでエビ反り失禁ドパドバ大絶叫！ 柊ゆうき（8月1日、ワンズファクトリー）
- 義父に中出しされて本当のセックスを知り快感極まる息子の嫁 柊ゆうき（8月1日、VENUS）
- THE ドキュメント 本能丸出しでする絶頂SEX ドMスレンダー性欲処理変態女が狂う快楽乱交ファック 柊ゆうき（8月1日、美人魔女/エマニエル）
- 感じすぎていっぱいおもらしごめんなさい…40 柊ゆうき（8月8日、セレブの友）
- J 系媚薬オイルエステ エビ反りキメセク絶頂（8月15日、FunCity/妄想族）
- 教室うつ伏せ睡眠姦 J系3名138分（8月15日、FunCity/妄想族）
- 異世界少女 監禁研究記録 柊ゆうき（8月15日、無垢）
- バイト先で一目惚れした地味だけど清楚な文系女子のお姉さんが、実はタトゥーだらけで底無し性欲の痴女だった…僕は童貞を奪われてとろける様な沼SEXにハマっていった 柊ゆうき（8月22日、h.m.p DORAMA）
- 男の人とデートしたことがない清楚系女子大生をデート後、ホテルに誘ってみたら… 超絶敏感・●トゥー・大量潮吹き…ギャップの天使降臨 さつき（9月5日、NPJ）
- 彼女は、常にちんちん舐めてないと落ちつかない 僕の『ペロフレ（ペロペロフレンズ）』です。めちゃかわストリート女子編。（9月5日、こぐま/妄想族）
- 母の親友 柊ゆうき（9月5日、VENUS）
- 【ひよこファン感謝祭】もてない素人おじさんのがっつきキスに、たっぷり愛情で返してくれる美少女女子校生と自信取り戻しべろちゅうSEX（9月7日、ひよこ）
- 酒飲み淫乱よっぱらいSEX 柊ゆうき（9月12日、セレブの友）
- ナンパした娘がタトゥーだらけのクソ生意気なメスガキでエロマンガのように逆レ○プ搾精されてしまった 柊ゆうき（9月16日、マキシング）
- 田舎の温泉宿で常連客に無理やり、性接待をさせられた私。 ショートカットのパイパン美少女はキモオジち○ぽで強●種付け中出し三昧！ 柊ゆうき（9月19日、無垢）
- 精飲ズタボロどM女 柊ゆうき（9月19日、ドグマ）
- 風俗店ではないJ○リフレで、柔らかいパンティごしに、亀頭まるごと挿入で発情させて、こっそり中出し本番おじさん。（9月21日、ひよこ）
- 狂気拷問研究所 Tattoo Queen Super Horny Pleasure Rhapsody ～女王様超淫力快楽完墜狂詩曲～ 柊ゆうき（9月2日、AVS collector’s）
- 僕をイジメていた元ヤン先輩とM女デリヘルで遭遇…立場逆転で拘束お漏らし本番強要！ 恨みマラ調教で中出し肉便器にしてヤッた 柊ゆうき（10月3日、ムーディーズ）
- 最強ビッチ大集合！数珠つなぎ乱交SEXパーティーvol.51「お姉さんよりエッチな友達紹介してもらえますか」10/27木曜だヨ！全員集合っ！！（10月3日、ムーディーズ）
- アパートの隣りに引っ越してきた魅惑のシングルマザーと中出し求愛性交 柊ゆうき（10月3日、VENUS）
- 結婚前日に押しかけて来た粘着メンヘラデカ尻幼馴染（元カノ）が嫉妬メラメラ尻振りホールド騎乗位で離してくれず初夜の子作り精子が無くなるまで略奪中出しさせられた。 柊ゆうき（10月3日、ルナティックス）
- SNSでもっとバズりたい！過剰な映えを気にしすぎた勢いでタトゥー彫りまくりチ○ポハメまくり裏垢女子の悲しき週末 柊ゆうき（10月3日、グローリークエスト）
- 電流アクメMAXボルテージ 柊ゆうき（11月9日、ROCKET）
- 細身短髪美少女のデカ尻がエロ過ぎて 柊ゆうき（10月17日、MARRION）
- 初恋の人に会いたい！エモいとエロいは相性がいいネ 柊ゆうき（10月20日、ティーチャー/妄想族）
- 若妻強●タトゥー彫りと奴●輪● 「私と同じ性玩具になるのよ...」 学生時代の親友の罠 夫の目の前で輩の女に堕ちてゆく清楚な妻… 柊ゆうき 日向ゆら（10月24日、オーロラプロジェクト・アネックス）
- 【4K】推しのガールズバー店員を酔わせてお持ち帰りアフターFUCK 朝までオールナイトエンドレスSEX 柊ゆうき（10月24日、クリスタル映像）
- 怪しい煙と液体で死ぬほどガチイキしてしまうキメセク首絞め好きの敏感マゾビッチ！ 柊ゆうき（11月14日、AVS collector’s）
- 無垢スレンダーな僕の彼女は男友達に染められ、いいなり肉便器になっていた。 柊ゆうき（11月28日、ロイヤル）
- 生まんGET！！頂き女子のガチ疑似恋愛ドキュメント No.001（12月5日、ガブっと！！素人ハメちゃう課）
- 胸元からタトゥーが覗く隣のシングルマザーと安アパートで何度もハメまくった3日間 柊ゆうき（12月12日、アリスJAPAN）
- マジックミラー号 2023夏 素人ビキニ娘【みか】（12月13日、SODクリエイト）
- 先生が2人っきりのプライベート補習で全部面倒みてあげる 柊ゆうき（12月26日、オーロラプロジェクト・アネックス）

- 柊ゆうきのすべて タトゥーガール捜査官（1月2日、GUPPI/妄想族）
- 【女盛りの肉便器×ドM覚醒性交】トー横で出会ったホス狂キャバ嬢と居酒屋デート！透明感ある美肌にタトゥー！ドMな性癖もまたギャップ萌え！！連続スパンキング狂い打ち！首●め・拘束・鬼イラマ…天性のエロスが遂に目覚めるハードプレイでノンストップ痙攣絶頂… 柊ゆうき（1月31日、DOC）
- 彼女裏切りネトラセ【鬼畜NTR】柊ゆうき（2月2日、ノースキンズ）
- マゾコスプレイヤー変態調教撮影会 柊ゆうき（2月5日、プラネットプラス）
- ぼったくりコンカフェのイマドキタトゥー塩対応怠慢嬢にお仕置きSEX＆媚薬コンサルで経営改善！キメセクぶっかけ放題！中出しもできる肉便器カフェ 柊ゆうき（2月6日、ディープス）
- 『IKUNA＃9.0』柊ゆうきvs鳳カレン 全セクシー界GAMANKO最彫対決 妖艶刺青悶々級最彫頂上決戦！ いつもイキ潮まくるAVスター競演＜イキガマン狂い＞絶頂決戦『IKUNA』シーズン3！イキガマンの果てに手にする絶頂は恍惚か！失神か！失禁か！最高の絶頂女王は誰だ！「色褪せ…（3月15日、BOTAN）
- いちゃラブ密着特濃せっくちゅ 憧れの柊ゆうきを独占した一夜。（4月2日、桃太郎映像出版）
- 憧れのエリートOLの正体はド派手なタトゥーの入ったマゾ縄奴●だった！！ 柊ゆうき（5月14日、グローリークエスト）
- 美女の足裏をふやけるまで舐めたい！ 柊ゆうき（6月20日、レイディックス）
- ギャルが万引きして捕まって尋問されて… 柊ゆうき（7月9日、GUPPI/妄想族）
- ボーイッシュ家出少女に部屋を貸したのに塩対応されムカついたから不意打ちナマ挿入で調教後、中出し13発で理解らせた監禁レ×プ記録 柊ゆうき（7月16日、ムーディーズ）
- HYPER FETISH ハイレグいやらしクィーン 柊ゆうき（8月13日、デジタルアーク）
- 男の性欲になすがままにされてしまう清楚系女子の性事情 柊ゆうき（9月24日、セレブの友）
- 有名女優のOFF SHOT SEX SPECIAL 実はこんなプライベートSEXしてました。（12月3日、マックスエー）
- 完全プライベート映像 黒髪ショートのガチエロタトゥー娘 柊ゆうきちゃんと初めての二人きりお泊まり（12月3日、パコパコ団とゆかいな仲間たち/妄想族）

- 放置媚薬 クラブ帰りの生意気タトゥーギャルを拉致。効能全てが体内に巡るまで放置し、汁まみれで今までの非行を後悔する。柊ゆうき（12月10日、レアルワークス）

- 大ヒットデビュー作監督と再会、南国露出追い中出しノーブラ旅行 柊ゆうき（1月7日、バビロン/妄想族）
- 刺青M女@YUUHI（1月25日、素人ホイホイtower）
- 即尺 本番 中出し全部OK！酔うと何でも許しちゃう酒クズビッチ！チョロまんデリヘル嬢 ゆうきちゃん 柊ゆうき（2月20日、MILK）
- 私の一番ヤリたいコト。パーリーピーポー柊ゆうき！お酒たっぷりアゲアゲ騎乗位ヤリマン中出し撮影（2月25日、	Vitamin/妄想族）
- 「柊ゆうき」を本気で酔わせたら～性欲暴走リアルSEXドキュメント（4月22日、セレブの友）
- 挑発淫語で強制連射！ 精液搾取おねだり痴女 柊ゆうき（5月4日、ワープエンタテインメント）

- 「弟くん、可愛いね」スレンダー巨乳と、すけべタトゥーとショタ好きセフレ姉ちゃんズ 鳳カレン 柊ゆうき（5月13日、Hunter）
- 性感暴発エビ反りアクメサロン 柊ゆうき（6月6日、ワープエンタテインメント）